# Achaurya
L'Achaurya (IAST: acaurya) est l'un des deux termes utilisés dans le jaïnisme pour désigner l'honnêteté, d'usage moins fréquent que asteya. Il s'agit d'un Mahavrata, un des vœux majeurs de cette religion comme l'ahimsa, la non-violence.